# Tropopauza
Tropopauza je granični sloj između troposfere i stratosfere. To je sloj gdje se zrak prestane hladiti s visinom i postaje gotovo u potpunosti suh. To je u stvari sloj gdje stopa opadanja temperature u troposferi prestaje biti negativna i još nije dostigla slojeve u stratosferi, gdje temperature počinje rasti. Prema Svjetskoj meteorološkoj organizaciji, tropopauza je sloj gdje stopa opadanja temperature padne ispod 2 °C/km. 
Troposfera je sloj koji leži uz površinu Zemlje. Najniži je, najgušći i najtopliji dio Zemljine atmosfere kojem je prosječna visina u umjerenom pojasu 10-12 km, na ekvatoru 16-18 km, a na polovima samo 6-8 km. U troposferi se odvija gotovo sva klima i vrijeme bitno za površinu Zemlje. U umjerenom pojasu, prosječno se temperatura mijenja od 15°C na razini mora, do -55°C na vrhu troposfere. Na polovima, troposfera je tanja, pa je temperature na vrhu troposfere oko -45°C. Na ekvatoru, gdje je troposfera najdeblja, temperatura na vrhu troposfere je oko -75°C.
Tropopauzu je moguće isto odrediti po kemijskom sastavu. Na primjer, u donjem dijelu stratosfere je puno veća koncentracija ozona nego što je u gornjem dijelu troposfere. Osim toga, u troposferi gotovo da nema više vodene pare. 
Tropopauzu nije oštra granica između dva sloja. Snažne grmljavinske oluje, na primjer, pogotovo one u tropskom području, će preći iz troposfere u stratosferu, stvarajući spora titranja i po nekoliko sati. Takva titranja stvaraju niskofrekventne gravitacione valove, koji mogu djelovati na atmosferska i oceanska strujanja u području nastanka. 
Većina komercijalnih zrakoplova leti u blizini tropopauze, da bi iskoristili prednosti hladnih temperatura na tim visinama. Stupanj termičkog iskorištenja mlaznih motora je veći kod nižih temperatura (Carnotov ciklus):
{\displaystyle \eta _{t}\leq {\frac {T_{Q}-T_{A}}{T_{Q}}}\,}
gdje je:  {\displaystyle T_{Q}\,} - temperatura s kojom toplina ulazi u toplinski stroj i {\displaystyle T_{A}\,} - temperatura okoline u koju stroj ispušta svoju otpadnu toplinu.

## Mlazna struja
Mlazna struja je atmosfersko strujanje vrlo velike brzine koje puše oko cijele Zemlje u smjeru zapad-istok. Nalazi se u sloju uglavnom u tropopauzi na visini 10-15 km iznad Zemljine površine. Postoje četiri mlazne struje koje stalno pušu oko Zemlje (dvije na sjevernoj Zemljinoj polutki, a dvije na južnoj). Na sjevernoj polutki se sjeverna mlazna struja naziva polarna mlazna struja, a južna suptropska. Gibaju se valovito (tzv. Rossbyevi valovi koji najvjerojatnije nastaju zbog sile zbog Zemljine rotacije). Mlazne struje pušu između Zemljinih klimatskih pojaseva (između suptropskih mlaznih struja se nalazi tropski-žarki klimatski pojas, a između sjeverne suptropske i sjeverne polarne, te južne suptropske i južne polarne mlazne struje su sjeverni i južni umjereni pojas).
Ljudi mlazne struje koriste u zračnom prijevozu (zračni prijevoz u smjeru zapad-istok se zbog mlazne struje može odvijati mnogo brže i uz manji trošak goriva). Postiže brzine u središtu između 200 do 500 km/h. U Japanu je 1970. izmjerena do danas najveća od 650 km/h.